# Võsu

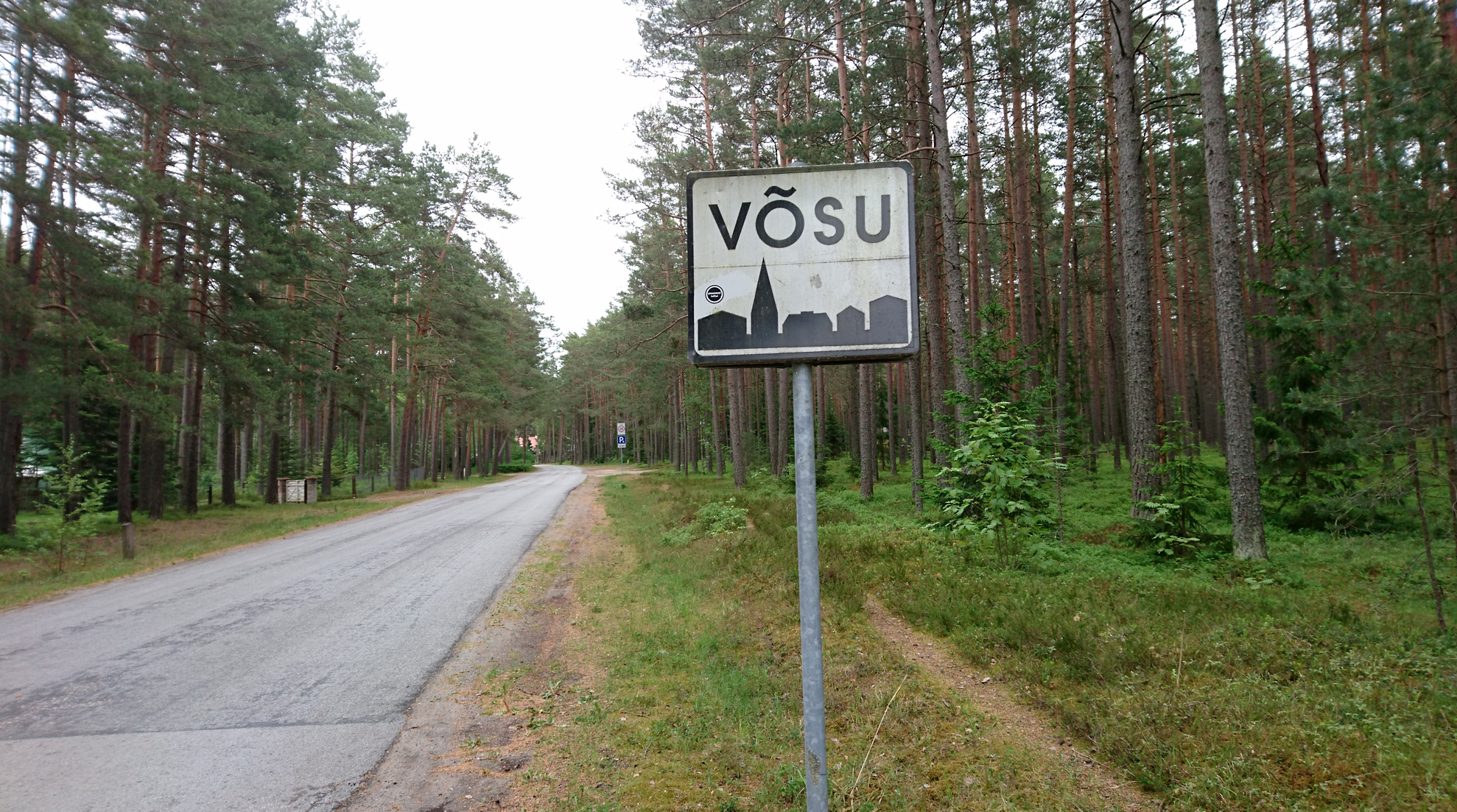
Ortseingang und Umgebung

Võsu (deutsch Wösso) ist ein Dorf (alevik) in der Landgemeinde Haljala im estnischen Kreis Lääne-Viru. Es hat 507 Einwohner (1. Januar 2005). Võsu gehörte bis zur Kommunalreform von 2017 zur Landgemeinde Vihula, deren Hauptort und Verwaltungssitz Võsu war.

## Lage

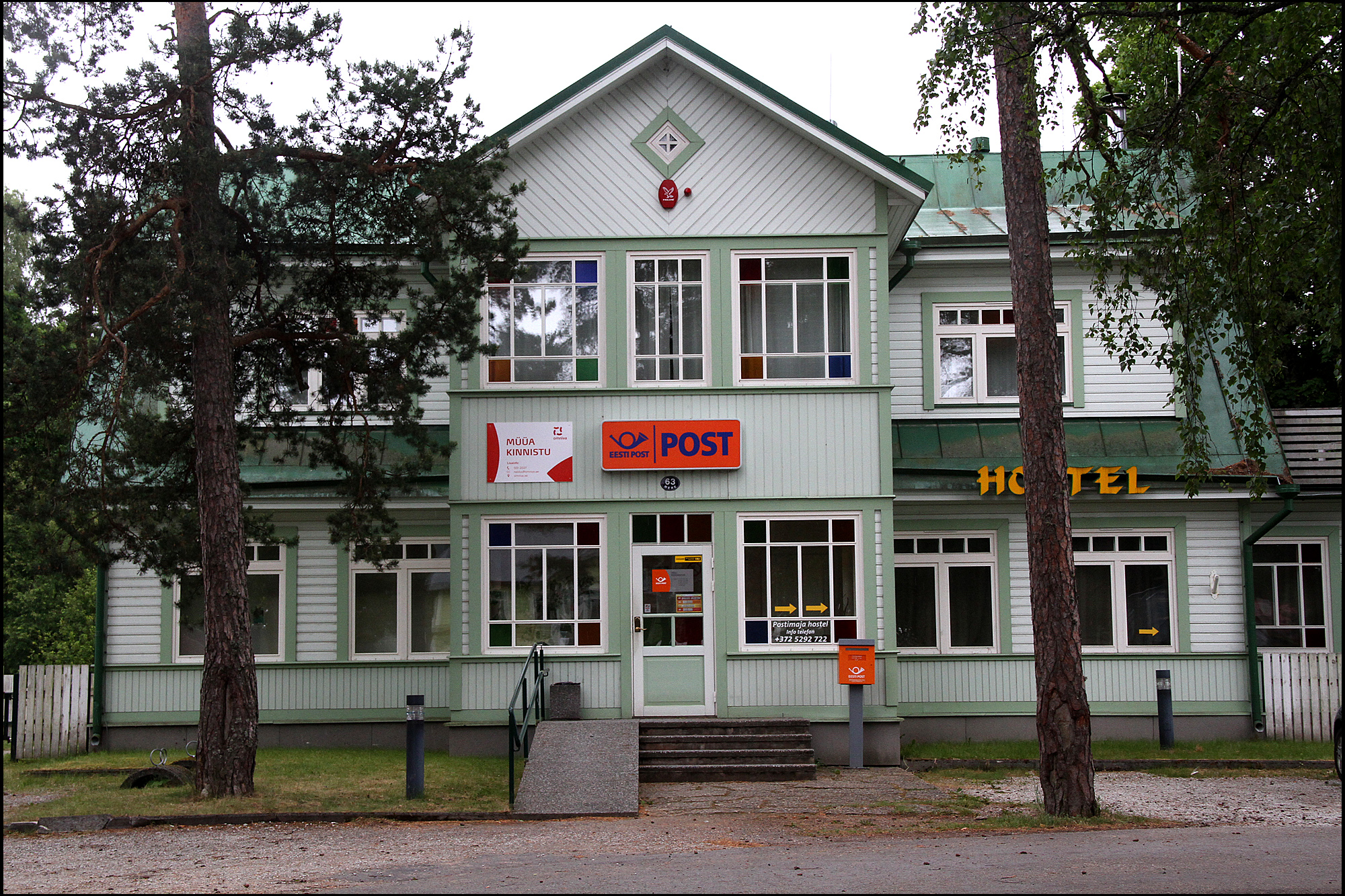
Postamt

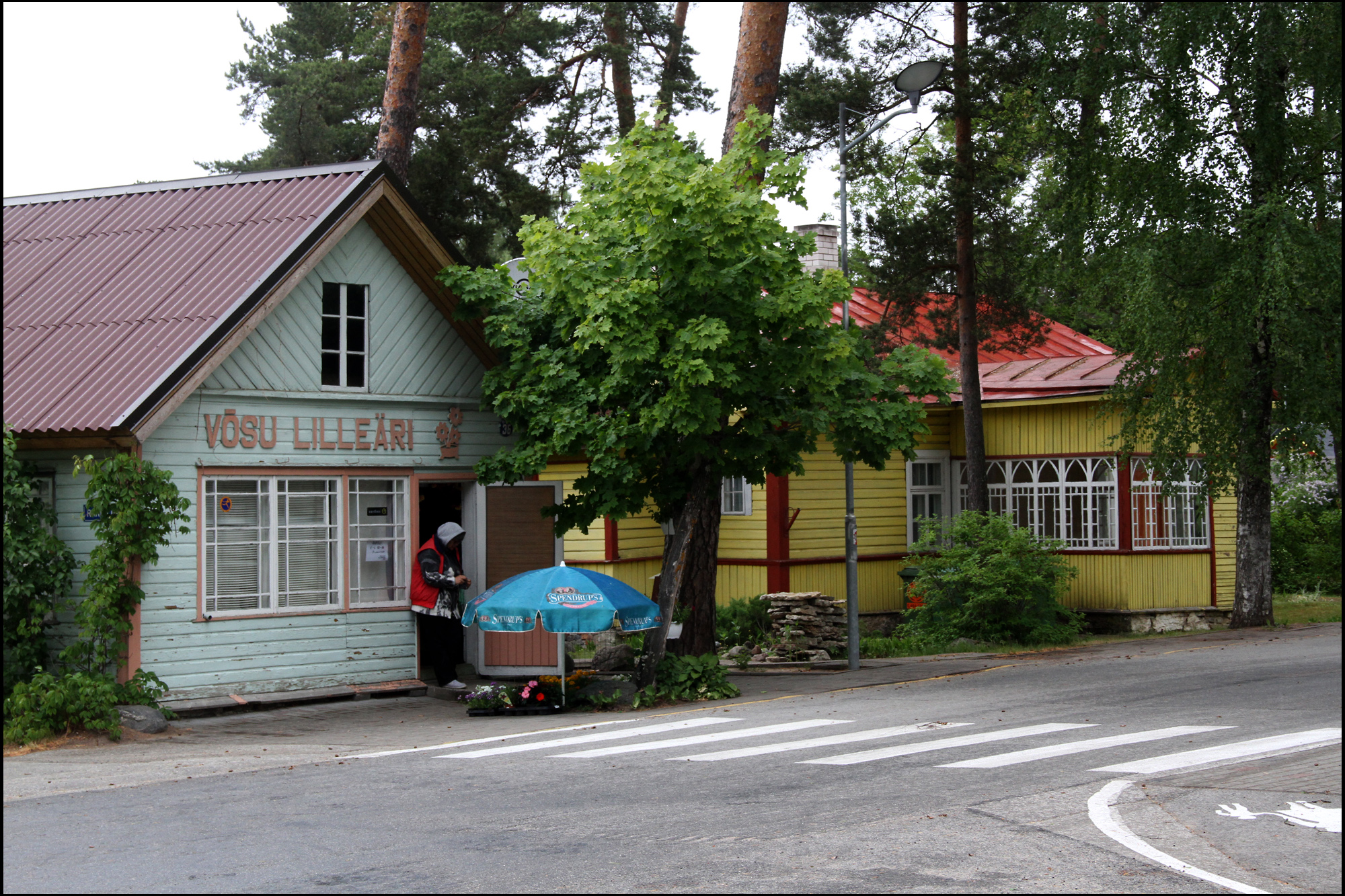
Strassenszene

Võsu befindet sich am südlichen Ufer der Bucht von Käsmu. Ein etwa anderthalb Kilometer langer Sandstrand führt in die an dieser Stelle seichte Ostsee. Das Dorf ist von Kiefern-, Fichten- und Tannenwäldern umgeben. In der Nähe von Võsu liegt der See Käsmu. Östlich des Flusses Võsu befand sich früher der See Üllikjärv, der 1886 für den Bau eines Gutshauses trockengelegt wurde. Heute ist die Stelle von Wäldern überwuchert.

## Erholungsort

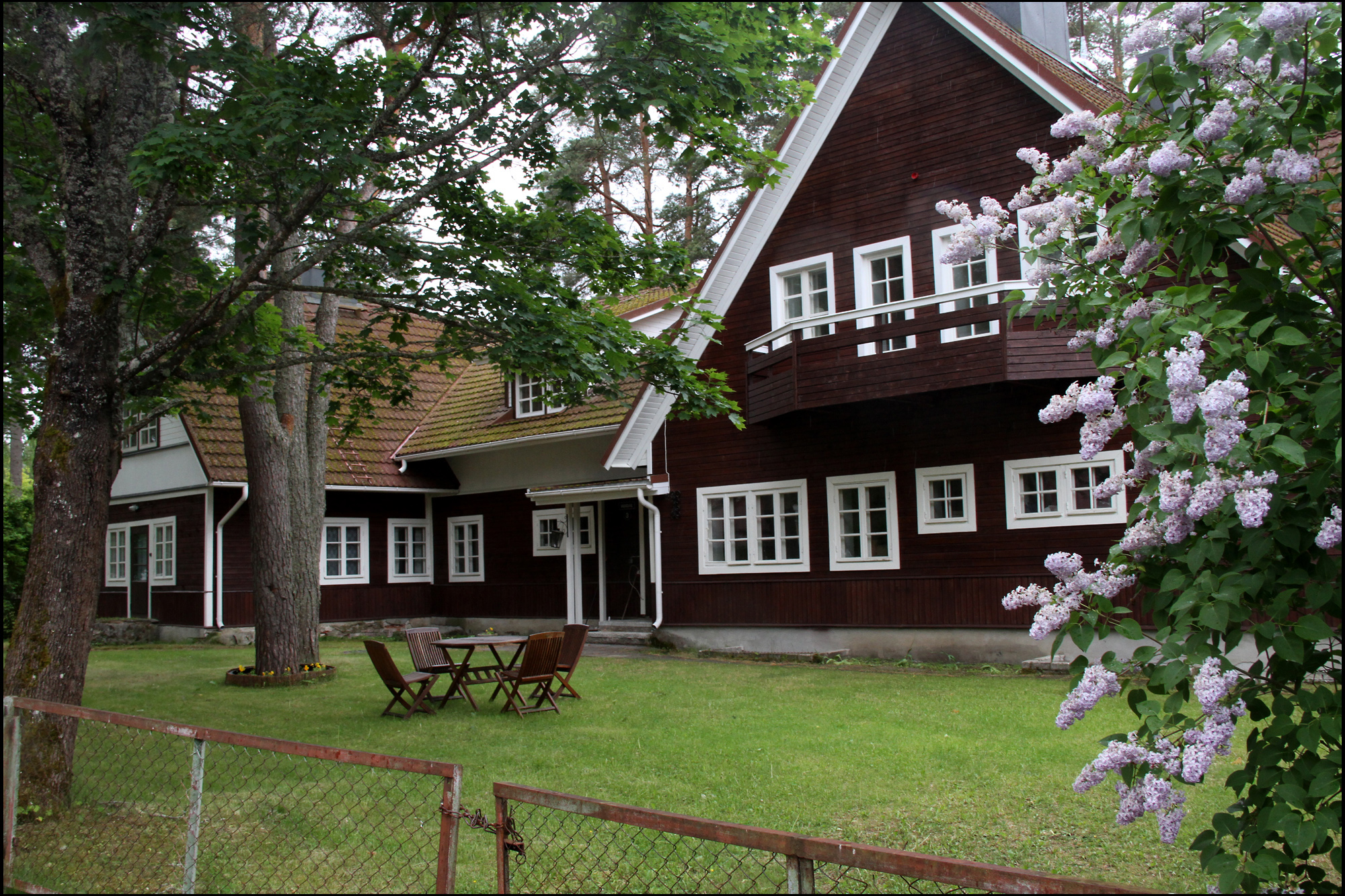
Sanierte Holzhäuser

Võsu wurde wegen seiner idealen Lage an der Ostsee und seines guten Klimas in der zweiten Hälfte des 19. Jahrhunderts zu einem bekannten Erholungs- und Badeort der Oberschicht des russischen Reiches. Besucher kamen aus Sankt Petersburg, Moskau und sogar von der Krim, um die Sommerfrische zu genießen. Sie ließen damals ca. 200 Sommerhäuser errichten. Im Sommer ging die Zahl der Gäste in dem Ferienort in die Tausende.
Erst mit dem Ersten Weltkrieg und der Unabhängigkeit Estlands von Russland 1918 verlor Võsu seine Bedeutung für den russischen Sommertourismus. Heute ist Võsu wieder beliebtes Ausflugs- und Ferienziel der Esten und verfügt über eine für estnische Verhältnisse gute touristische Infrastruktur.

## Trivia
In Võsu wurde die Hip-Hop-Band 5miinust gegründet. Diese vertrat gemeinsam mit dem Nu-Folk-Duo Puuluup Estland beim Eurovision Song Contest 2024 in Malmö. Dort belegten sie im Finale mit 37 Punkten den 20. Gesamtplatz.

## Persönlichkeiten
In Võsu starb 1901 die Dichterin Julie Hausmann (So nimm denn meine Hände).